# Liga Mexicana de Béisbol 1989
La Temporada 1989 de la Liga Mexicana de Béisbol fue la edición número 65. En esta temporada hubo un cambio de sede, los Charros de Jalisco pasan a ser los Industriales de Monterrey, los Rieleros de Aguascalientes pasaron de jugar de la zona norte a la zona sur. Los equipos se mantienen divididos en las Zona Norte y Zona Sur, siete equipos en cada zona.
En la Serie Final los Tecolotes de los Dos Laredos obtuvieron su quinto campeonato al derrotar en 6 juegos a los Leones de Yucatán. El mánager campeón fue José "Zacatillo" Guerrero.

## Equipos participantes
| Liga Mexicana de Béisbol 1989 |                              |           |                                        |                            |             |
| Zona                          | Equipo                       | Fundación | Ciudad                                 | Estadio                    | Capacidad   |
| Norte                         | Acereros de Monclova         | 1974      | Monclova, Coahuila                     | Monclova                   | 8,500       |
| Norte                         | Algodoneros de Unión Laguna  | 1940      | Torreón, Coahuila                      | Revolución                 | 9,500       |
| Norte                         | Industriales de Monterrey    | 1989      | Monterrey, Nuevo León                  | Cuauhtémoc y Famosa        | 10,000      |
| Norte                         | Saraperos de Saltillo        | 1970      | Saltillo, Coahuila                     | Francisco I. Madero        | 16,000      |
| Norte                         | Sultanes de Monterrey        | 1939      | Monterrey, Nuevo León                  | Cuauhtémoc y Famosa        | 6,000       |
| Norte                         | Tecolotes de los Dos Laredos | 1940      | Nuevo Laredo, Tamaulipas Laredo, Texas | La Junta West Martin Field | 7,800 5,000 |
| Norte                         | Tuneros de San Luis          | 1926      | San Luis Potosí, San Luis Potosí       | 20 de Noviembre            | 6,500       |
| Sur                           | Bravos de León               | 1978      | León, Guanajuato                       | Domingo Santana            | 6,500       |
| Sur                           | Diablos Rojos del México     | 1940      | México, D. F.                          | Seguro Social              | 25,000      |
| Sur                           | Ganaderos de Tabasco         | 1975      | Villahermosa, Tabasco                  | Centenario 27 de Febrero   | 8,500       |
| Sur                           | Leones de Yucatán            | 1954      | Mérida, Yucatán                        | Kukulcán                   | 14,917      |
| Sur                           | Piratas de Campeche          | 1980      | Campeche, Campeche                     | Venustiano Carranza        | 6,000       |
| Sur                           | Rieleros de Aguascalientes   | 1975      | Aguascalientes, Aguascalientes         | Alberto Romo Chávez        | 6,494       |
| Sur                           | Tigres Capitalinos           | 1955      | México, D. F.                          | Seguro Social              | 25,000      |

## Posiciones
| Zona Norte   | Zona Norte | Zona Norte | Zona Norte | Zona Norte |
| Equipo       | JG         | JP         | PCT        | JV         |
| ------------ | ---------- | ---------- | ---------- | ---------- |
| Dos Laredos  | 82         | 50         | .621       | -          |
| Unión Laguna | 73         | 59         | .553       | 9.0        |
| Saltillo     | 70         | 59         | .543       | 10.5       |
| Monterrey    | 67         | 65         | .508       | 15.0       |
| San Luis     | 63         | 67         | .485       | 18.0       |
| Monclova     | 58         | 73         | .443       | 23.5       |
| Industriales | 50         | 80         | .385       | 31.0       |

| Zona Sur       | Zona Sur | Zona Sur | Zona Sur | Zona Sur |
| Equipo         | JG       | JP       | PCT      | JV       |
| -------------- | -------- | -------- | -------- | -------- |
| Campeche       | 75       | 52       | .591     | -        |
| León           | 73       | 57       | .562     | 3.5      |
| Yucatán        | 69       | 59       | .539     | 6.5      |
| México         | 68       | 63       | .519     | 9.0      |
| Tigres         | 59       | 71       | .454     | 17.5     |
| Tabasco        | 57       | 71       | .445     | 18.5     |
| Aguascalientes | 46       | 84       | .354     | 30.5     |

| Clasificado a los playoffs |

## Juego de Estrellas
El Juego de Estrellas de la LMB se realizó el 22 de mayo en el Parque del Seguro Social en México, D. F. La Zona Sur se impuso a la Norte  8 carreras a 3. El estadounidense Roy Johnson de los Piratas de Campeche fue elegido el Jugador Más Valioso del partido.

## Play-offs
|  | Primer Play off | Primer Play off |             |   | Finales de zona | Finales de zona |  |  | Serie Final | Serie Final |
|  |                 |                 |             |   |                 |                 |  |  |             |             |
|  |                 |                 |             |   |                 |                 |  |  |             |             |
|  |                 |                 |             |   |                 |                 |  |  |             |             |
|  |                 |                 |             |   |                 |                 |  |  |             |             |
|  | Saltillo        | 4               |             |   |                 |                 |  |  |             |             |
|  | Saltillo        | 4               |             |   |                 |                 |  |  |             |             |
|  | Unión Laguna    | 1               |             |   |                 |                 |  |  |             |             |
|  | Unión Laguna    | 1               | Saltillo    | 3 |                 |                 |  |  |             |             |
|  | Zona Norte      |                 | Saltillo    | 3 |                 |                 |  |  |             |             |
|  |                 | Dos Laredos     | 4           |   |                 |                 |  |  |             |             |
|  | Monterrey       | Dos Laredos     | 4           | 3 |                 |                 |  |  |             |             |
|  | Monterrey       |                 |             | 3 |                 |                 |  |  |             |             |
|  | Dos Laredos     | 4               |             |   |                 |                 |  |  |             |             |
|  | Dos Laredos     | 4               | Dos Laredos | 4 |                 |                 |  |  |             |             |
|  |                 |                 | Dos Laredos | 4 |                 |                 |  |  |             |             |
|  |                 | Yucatán         | 2           |   |                 |                 |  |  |             |             |
|  | Yucatán         | Yucatán         | 2           | 4 |                 |                 |  |  |             |             |
|  | Yucatán         |                 |             | 4 |                 |                 |  |  |             |             |
|  | León            | 2               |             |   |                 |                 |  |  |             |             |
|  | León            | 2               | Yucatán     | 4 |                 |                 |  |  |             |             |
|  | Zona Sur        |                 | Yucatán     | 4 |                 |                 |  |  |             |             |
|  |                 | Campeche        | 2           |   |                 |                 |  |  |             |             |
|  | México          | Campeche        | 2           | 0 |                 |                 |  |  |             |             |
|  | México          |                 |             | 0 |                 |                 |  |  |             |             |
|  | Campeche        | 4               |             |   |                 |                 |  |  |             |             |
|  | Campeche        | 4               |             |   |                 |                 |  |  |             |             |

## Designaciones
Se designó como novato del año a Germán Leyva de los Acereros de Monclova.

## Acontecimientos relevantes
- 25 de julio: Juan Carlos Uribe de los Sultanes de Monterrey salva dos partidos el mismo día contra los Algodoneros de Unión Laguna.[2]
- 13 de mayo: José Luis Luna de los Saraperos de Saltillo empata récord al atrapar 5 veces a corredores intentando robar bases contra los Ganaderos de Tabasco, el día 7 de junio volvería a realizar la misma hazaña contra los Rieleros de Aguascalientes.
- Mike Cole de los Ganaderos de Tabasco impone récord, aún vigente, de bases robadas en una temporada con 100.[3]